# 365日の献立日記
365日の献立日記（365にちのこんだてにっき）は日本のテレビ番組。2018年8月の先行放送を経て、2019年4月からEテレで毎週木曜日に放送されている。

## 概要
昭和の名脇役女優として知られる沢村貞子が昭和41年から26年半、毎日書き続け36冊に及んだ「献立日記」。夫・大橋恭彦との暮らしの中で季節に寄り添いながら記された数々の総菜は、ごく普通の飾り気のないおかずながらも滋味あふれ、知恵と工夫が詰まっていた。その日記をもとにフードスタイリスト・飯島奈美が献立を現代に再現する５分番組。
番組のスタイルはナレーションを担当する鈴木保奈美が主人公 ＝「私」として進行する。料理をしているのも「私」であり、入手した「献立日記」を参考にして写真立ての沢村に「貞子さん」と問いかけながら毎日の料理を楽しんでいる、という設定になっている。調理シーンで登場する手元は、役者を立てることでフィクション性が強くなるのを避けるため飯島自身が行っている。本番前に練習が必要である特殊な調理工程の収録も、最初のぎこちない部分から主人公が「だんだん上手にできるようになった」という説明で採用される事がある。
登場する料理は、沢村の「献立日記」を元に飯島が「自由に」再現したもの。「献立日記」には料理の名前が書かれているだけでレシピがほとんど書かれていないため、料理の背景や季節、及び沢村が今生きていたらこんなふうに作るかもしれないな、という飯島の創作アイデアにより補い考えながらレシピを組み立て作られている。収録は各季節ごとに合うメニューから3〜5本程度を新規製作し、合間を過去の同季節メニューから再放送で繋いでいる。どの献立を取り上げるかは飯島とプロデューサーやディレクターとの相談により決定、その回の食材を応用した飯島のオリジナルレシピが登場する事もある。
番組のロケ地は吉村順三に憧れ昭和テイストに改築した飯島のスタジオが、キッチン周りの造作が番組のイメージに合うという理由で選ばれた。また、番組冒頭にて木製のパワーアンプに電源を入れる事で流される曲は当時を反映した洋楽の名曲・スタンダードナンバーが回毎に個別使用され、その選曲センスの良さから放送後に曲名を尋ね求める視聴者も多く、美しい食材映像及び調理音と相まって「癒しの番組」としての側面も兼ね備えている。エッセイストでもある沢村の著作群の中から毎回その料理にちなんだ一節が引用されるのも特徴。
2022年の放送を中心に、放送時間が通常より長いスペシャル回が時節の折り目に複数製作されている。（詳細次項）

## 放送時間
本放送（現在）
- 木曜日 : 21:55 - 22:00

再放送（現在）
- 日曜日 : 19:45 - 19:50
- 月曜日 : 11:55 - 12:00

過去の放送時間
- 月曜日 : 12:40 - 12:45（本放送　2022 - 2023年度）
- 木曜日 : 22:55 - 23:00（再放送　2022年度 上半、2023年度）
- 木曜日 : 23:50 - 23:55（再放送　2022年度 下半）
- 金曜日 : 15:25 - 15:30（再放送　2022年度）
- 金曜日 : 21:55 - 22:00（本放送　2021年度）
- 火曜日 : 12:45 - 12:55[3]（再放送　2021年度）
- 日曜日 :　8:55 -　9:00（再放送　2019 - 2021年度）
- 火曜日 : 22:45 - 22:50（本放送　2019 - 2020年度）
- 火曜日 : 10:50 - 10:55（再放送　2019年度）
- 金曜日 : 22:55 - 23:00（先行放送　2018年8月[4]）

スペシャル回
- 「沢村貞子さんと私の『365日の献立日記』」25分・2020年8月19日 22時50分（再放送・9月3日 21時）
　　これまで放送した献立を振り返りながら、沢村出演のドラマやインタビュー映像も登場。なぜ献立日記をつけたのか秘密が本人から明らかに。

- 「沢村貞子さんと私のお正月」　　　　　　　55分・2022年1月3日 18時（再放送・1月9日 0時30分）
　　料理はおせちをテーマに、鈴木と飯島がラジオから流れるトーク番組（nami&nami Radio）の形で対談。他に沢村と所縁のある方々が登場して思い出を語った。

- 「沢村貞子さんと私の夏のおやつ」　　　　　30分・2022年7月31日 18時（再放送・8月1日 13時30分）
　　冒頭スイカポンチで暑中見舞い、これまで機会のなかった「夏のおやつ」を採り上げる。36冊に及ぶ日記のうち10冊目から「おやつ」の欄を設けた沢村に愛された銀座の老舗を訪ねる。

- 「沢村貞子さんと私の大みそか」　　　　　　30分・2022年12月31日 17時30分（再放送・1月15日 14時30分）
　　お正月の準備で忙しい大みそかの暮れ。再登場 nami&nami Radio の掛け合いにより、日記に記された各年31日夕飯の献立を紹介。浅草の老舗包丁店主からは、研ぎ方の基本を伝授。

- 「沢村貞子さんと私のデレンコ・デレンコ」　30分・2024年1月2日 17時30分（再放送・1月14日 14時30分）
　　慌ただしい中にホッとする時間 ＝「デレンコ」する時間をひねり出す献立を、これまでの放送の中から一挙に紹介。飯島による余った食材での「もう一品」アレンジなど。
- 「沢村貞子さんと私のひなまつり」　　　　　30分・2025年3月2日 18時00分（再放送・3月8日 15時20分）
　　ひな祭りメニューを作りながら語られる沢村と母とのエピソードを、過去のインタビュー映像を添えて送る。思い出のひな人形は現在、意外な人の元に ! ?

## 出演者
- 献立 : 沢村貞子
- 料理 : 飯島奈美
- 声 : 鈴木保奈美

- 表紙 : 芹沢銈介「型染カレンダー」

## 制作スタッフ
- 制作 : NHKエデュケーショナル
- 制作・著作 : NHK　テレコムスタッフ

（以下のスタッフクレジットはスペシャル回でのみ表示される。）
- 撮影 : 杉山悟
- 音声 : 冨永陽介 → 齋藤栞 → 稲向真奈美 → 龎羽恬 → 前田和馬
- 照明 : 斉藤直樹
- 音響効果 : 玉井実
- 編集 : 宮田耕嗣 → 村上幸太郎
- 取材 : 山本明広 → 木暮沙樹 → 安部真理恵
- 演出 : 小関竜平
- 制作統括 : 根岸弓　 石井香織・高瀬雅之 → 宮坂佳代子・尾関憲一 → 小川康之・尾関憲一

## 放送リスト
| 回数                 | 初回放送日         | 初回放送日 | タイトル                               | 脇役の副菜たち | 「献立日記」記載日            | DVD収録        |
| -------------------- | ------------------ | ---------- | -------------------------------------- | --- | ----------------------------- | -------------- |
| 01                   | 2019年 春期        | 4月2日     | 牛肉バタ焼き そら豆白ソースあえ        | 小松菜 かまぼこの煮浸し わかめのみそ汁 | 昭和41年4月22日               | 春編           |
| 02                   | 2019年 春期        | 4月9日     | ふきとたけのこ                         | 鯛のおさしみ せりのごまよごし みそ汁（板麩、ねぎ） | 昭和49年4月30日               | 春編           |
| 03                   | 2019年 春期        | 4月16日    | いいむしと黒豆                         | （ひらめ、ぎんなん） しらすとおろし みそ汁（さやえんどう） | 昭和49年4月7日                | 春編           |
| 04                   | 2019年 春期        | 4月23日    | とりの黄金あげ                         | 貝柱のぬた さつま芋の甘煮 空豆の塩ゆで はんぺんのみそ汁 | 昭和41年5月3日                | 春編           |
| 05                   | 2019年 春期        | 4月30日    | にぎりずし                             | （かつお、鯛、いか） おすまし（とろろ、青のり） | 昭和49年5月4日                | 春編           |
| 06                   | 2019年 春期        | 5月7日     | ローストビーフ                         | グリーンアスパラとトマトのサラダ コーンポタージュ 焼きのり | 昭和49年4月19日               | 春編           |
| 07                   | 2019年 夏期        | 6月25日    | おこげとお茶づけ                       | （干しおこげ、大正えび、豚肉、 じゃが芋、生しいたけ） いんげんのおひたし みそ汁（わかめ） | 昭和53年7月18日               | 夏編           |
| 08                   | 2019年 夏期        | 7月2日     | 冷やし茶わんむし                       | やきなすのそぼろあんかけ 枝豆のおろしあえ いんげんのおひたし | 昭和52年7月27日               | 夏編           |
| 09                   | 2019年 夏期        | 7月9日     | 夏ずし                                 | かぼちゃの甘露煮 冷たいおすまし | 昭和54年8月15日               | 夏編           |
| 10                   | 2019年 夏期        | 7月16日    | 夏の天ぷら                             | たまねぎの酢の物 豆腐のみそ汁 | 昭和43年8月13日               | 夏編           |
| 11                   | 2019年 夏期        | 7月23日    | あじのマリネとポタージュ               | チーズと大根のクルミのサラダ たたみいわし | 昭和54年9月19日               | 夏編           |
| 12                   | 2019年 夏期        | 7月30日    | 変わり漬物                             | ウナギ丼 鮭 大根のみそ汁 | 昭和41年8月6日                | 夏編           |
| 13                   | 2019年 秋期        | 9月17日    | カレーライス                           | （豚ヒレ、玉ねぎ、にんじん、 ポテト、らっきょう、みそづけ） トマトと玉ねぎ、ピーマンのサラダ チキンスープ （食後 － 梨） | 平成元年10月1日               | 秋編           |
| 14                   | 2019年 秋期        | 9月24日    | 栗(くり)赤飯                           | 里芋・とりの照り煮 なすのしぎ焼きゆずみそかけ なめこ・豆腐のみそ汁 | 昭和43年9月22日               | 秋編           |
| 15                   | 2019年 秋期        | 10月1日    | なすのはさみあげ                       | （とり肉） 里芋コンニャクゆずみそかけ いかのたらこ和え（レモン添え） 豆腐なめこのみそ汁 | 昭和43年11月10日              | 秋編           |
| 16                   | 2019年 秋期        | 10月8日    | さんまの塩焼き                         | かぼちゃとあずきのいとこ煮 かまぼこ 油揚げとわかめのみそ汁 | 昭和44年9月18日               | 秋編           |
| 17                   | 2019年 秋期        | 10月15日   | たきこみごはん                         | ほうれん草のピーナッツバターあえ おとうふのあんかけ（ゆず） | 昭和58年11月15日              | 秋編           |
| 18                   | 2019年 秋期        | 10月22日   | ひらめのパピヨット                     | かまぼこ ほうれん草のおひたし みょうが揚げのみそ汁 | 昭和43年10月8日               | 秋編           |
| 19                   | 2019年 2020年 冬期 | 12月10日   | えびフライ                             | かますのフライ （さや、にんじん、ポテト） うに たたみいわし みそ汁（大根千六本） | 昭和52年12月25日              | 冬編           |
| 20                   | 2019年 2020年 冬期 | 12月17日   | 湯どうふ                               | 鯛のあらだき さつま芋の甘煮 おみおつけ（小松菜） | 昭和62年12月17日              | 冬編           |
| 21                   | 2019年 2020年 冬期 | 12月24日   | ドーナッツ                             | | 昭和60年12月8日               | 冬編           |
| 22                   | 2019年 2020年 冬期 | 1月7日     | 魚すき                                 | （まぐろ、いか、きす、 めごち、ほうれん草、 ねぎ、白菜、生麩、 かまぼこ、ぎんなん） たらこのやきもの うづら豆の甘煮 | 昭和61年2月19日               | 冬編           |
| 23                   | 2019年 2020年 冬期 | 1月14日    | おかゆ                                 | まぐろの山かけ ほうれん草のうす味煮 生麩（ふ）のつくだ煮 たくあんのみかん和え | 平成元年1月8日                | 冬編           |
| 24                   | 2019年 2020年 冬期 | 1月21日    | チャーハン                             | （ハム、カニ缶、玉子、 ねぎ、椎茸） 白菜と豚肉のいためもの （ベーコン、椎茸、ねぎ） 魚と豆腐のスープ （鯛のアラ） | 昭和50年12月16日              | 冬編           |
| 25                   | 2020年 春期        | 3月10日    | すぶた                                 | （豚肉、筍、にんじん、しいたけ、 パイナップル、グリーンアスパラ） きゅうりのおひたし（中国ふう） （きゅうり、てんかす） やきかまぼこ みそ汁（おとうふ、ねぎ） | 昭和51年4月21日               | 春編           |
| 26                   | 2020年 春期        | 3月17日    | かにと納豆                             | | 昭和62年3月15日               | 春編           |
| 27                   | 2020年 春期        | 3月24日    | うにごはん                             | かまぼこ 鯵の干物 いんげん豆 わかめ豆腐のみそ汁 | 昭和45年3月17日               | 春編           |
| 28                   | 2020年 春期        | 3月31日    | いちごソース                           | （うど、きゅうり、ゆで玉子） パリーふう とりごはん グリンピースのポタージュ ひらめのフライ（こなふきいも） | 昭和54年3月30日               | 春編           |
| 29                   | 2020年 春期        | 4月7日     | 青豆ごはん                             | キスのピカタ（ほうれん草） 焼きどうふの煮こみ みそ汁（わかめ、油あげ、ねぎ） | 昭和55年4月20日               | 春編           |
| 30                   | 2020年 春期        | 4月14日    | 春のおすし                             | おすまし | 昭和57年4月16日               | 春編           |
| 31                   | 2020年 春期        | 4月21日    | やきとり                               | （とりもも肉、ねぎ） おむすび（白、黒、ゴマ） 水菜のおひたし ごぼうのやわらか煮 おみおつけ（玉子、ゆば） | 平成元年3月24日               | 春編           |
| 32                   | 2020年 夏期        | 7月28日    | ジェリースープ                         | えびのマヨネーズかけ （トマト、レタス） すずきのバタいため（青豆そえ） | 昭和46年6月26日               | 夏編           |
| 33                   | 2020年 夏期        | 8月4日     | しゅうまい                             | （キャベツ） いかとわかめの（ねぎ）いためもの 青豆ごはん かきたま汁 | 昭和59年7月4日                | 夏編           |
| 34                   | 2020年 夏期        | 8月11日    | コールドミート                         | （粉ふきいも、いんげん、人参） トマト玉ねぎのサラダ（クレソン） 冷やしスープ（春雨、セロリ） | 昭和43年8月1日                | 夏編           |
| 35                   | 2020年 夏期        | 8月18日    | 冷やしのっぺい                         | （里芋、いか、大正えび、 生しいたけ、ごぼう、枝豆） ピーマンのなべしぎ うなぎときゅうりのザクザク 冷やしとろろ汁 | 昭和55年7月29日               | 夏編           |
| スペシャル           | 2020年 夏期        | 8月19日    | 沢村貞子さんと私の 「365日の献立日記」 | #01 牛肉バタ焼き そら豆白ソースあえ #11 あじのマリネ #17 ほうれん草のピーナッツバターあえ ・献立日記の脇役たち 黒豆、鮭、変わり漬物 かぼちゃとあずきのいとこ煮 貝柱のぬた #08 冷やし茶わんむし #21 ドーナッツ ・365日の手わざ しらすとおろし 枝豆のおろしあえ うどのいちごソースあえ 春のおすし おとうふのあんかけ（ゆず） ローストビーフ えび入りおこげ料理 湯どうふ #19 えびとかますのフライ | （各オリジナル回 参照）       | 2 スペシャル編 |
| 36                   | 2020年 秋期        | 11月3日    | ドラやき                               | | 昭和49年10月16日              | 秋編           |
| 37                   | 2020年 秋期        | 11月10日   | きんぴら                               | （ゴマ入り） お好みずし（まぐろ、鯛） ほうれん草のごまよごし おみおつけ（みょうが） | 昭和59年10月24日              | 秋編           |
| 38                   | 2020年 秋期        | 11月17日   | チャーシューメン                       | （ねぎ、やき豚 手製） | 昭和55年10月13日              | 秋編           |
| 39                   | 2020年 秋期        | 11月24日   | 木の葉カツ                             | （豚ヒレ、生しいたけ、ねぎ） のり 黒豆 みそ汁（こかぶ） | 昭和55年9月29日               | 秋編           |
| 40                   | 2020年 秋期        | 12月1日    | 茶めしとおでん                         | | 昭和63年12月9日               | 秋編           |
| 41                   | 2021年 冬期        | 1月5日     | すきやき                               | （ねぎ、牛肉、しらたき ほうれん草、生ゆば 生麩、餅、玉子） | 平成元年1月16日               | 冬編           |
| 42                   | 2021年 冬期        | 1月12日    | ぶりてき                               | 干し柿のみぞれあえ 春菊のおひたし みそ汁（かす入り） （ひらめのあらのだし 大根、にんじん おとうふ、みつば） | 昭和52年2月21日               | 冬編           |
| 43                   | 2021年 冬期        | 1月19日    | ねぎま鍋                               | （まぐろ、ぶり、ねぎ） 酢がき（ゆず） さやのおひたし みそ汁（大根千六本） | 昭和51年1月18日               | 冬編           |
| 44                   | 2021年 冬期        | 1月26日    | ホワイトクリームパイ                   | かきのスープ 鮭 | 昭和44年1月22日               | 冬編           |
| 45                   | 2021年 冬期        | 2月2日     | 豆腐の揚げだし                         | 大根おろし かまぼこ（わさびづけ） さつま汁 （さつま芋、にんじん、ごぼう、 ねぎ、牛肉、しょうが） | 昭和50年1月18日               | 冬編           |
| 46                   | 2021年 春期        | 3月9日     | 朝ごはん                               | 食パン 牛乳 目玉焼き 野菜とフルーツのサラダ むしやきたまご | 昭和63年3月28日               | 春編           |
| 47                   | 2021年 春期        | 3月16日    | 筍(たけのこ)と五目豆                   | | 昭和43年4月21日               | 春編           |
| 48                   | 2021年 春期        | 3月23日    | うなぎ茶づけ                           | 鯛のおさしみ 小がんもと うどの煮物 花豆の甘煮 | 昭和62年3月20日               | 春編           |
| 49                   | 2021年 春期        | 3月30日    | マーボーどうふ                         | （とうふ、豚肉、 ねぎ、とうがらし） きゅうりのおひたし （きゅうり、てんかす） 黒豆ふくめ煮 みそ汁（わかめ） | 昭和49年4月10日               | 冬編           |
| 50                   | 2021年 春期        | 3月30日    | 大学芋                                 | レモンティー | 昭和55年4月20日               | 冬編           |
| 51                   | 2021年 夏期1       | 6月11日    | 鯛(たい)のボンファム                   | グリーンピーススープ シーフードサラダ | 昭和54年6月10日               | 夏編           |
| 52                   | 2021年 夏期1       | 6月18日    | やき肉と七色酢の物                     | 油揚とうふのみそ汁 | 昭和41年6月25日               | 夏編           |
| 53                   | 2021年 夏期1       | 6月25日    | のりまき弁当                           | うにのまぜごはんのおにぎり （のりまき） きゅうりとしらたまの白酢あえ さつまあげの甘辛煮 かつおとなすの煮つけ | 昭和57年5月28日               | 夏編           |
| 54                   | 2021年 夏期2       | 8月13日    | 冷ややっこ                             | （花かつお、ちそ、 ねぎ、しょうが） 牛肉となすの煮つけ ニラの酢みそあえ みそ汁（ちくわ） | 昭和48年8月9日                | 夏編           |
| 55                   | 2021年 夏期2       | 8月22日    | いりどうふ                             | 甘だいのみそ漬け | 昭和56年7月30日               | 夏編           |
| 56                   | 2021年 秋期        | 10月1日    | クッキー                               | | 平成3年10月10日               | 冬編           |
| 57                   | 2021年 秋期        | 10月8日    | 一口かつ                               | ブランソース サラダ うにの昆布だしジュレ | 昭和46年11月5日               | 秋編           |
| 58                   | 2021年 秋期        | 10月15日   | かにの卵まきあげ                       | いかのたらこあえ ほうれん草のおひたし わかめのみそ汁 | 昭和42年10月6日               | 秋編           |
| 59                   | 2021年 秋期        | 10月22日   | ロールキャベツ                         | こふき芋といんげんの塩ゆで あじの干物 豆腐油揚のみそ汁 | 昭和44年10月20日              | 秋編           |
| 60                   | 2021年 2022年 冬期 | 12月24日   | おせち 一の重                          | 七色なます にんじん 大根 しいたけ きゅうり 油揚げ しらたき ゴマ 黒豆ふくめ煮（松葉とおし） イクラのきんかんづめ | 昭和57年1月1日                | 2 秋冬編       |
| スペシャル           | 2021年 2022年 冬期 | 1月3日     | 沢村貞子さんと私のお正月               | おせち 一の重 （同上） おせち 二の重 紅白かまぼこ 伊達まき かずのこ くわいの旨煮 れんこんの白煮 たたきごぼう しいたけのうま煮 栗の渋皮煮 こぶまき おせち 三の重 吹きよせ やつがしら にんじん こんにゃく とり肉 やきどうふ さやえんどう | 昭和57年1月1日                | -              |
| スペシャル           | 2021年 2022年 冬期 | 1月3日     | 沢村貞子さんと私のお正月               | お雑煮 みつば、とり肉、ゆず |                               | -              |
| スペシャル           | 2021年 2022年 冬期 | 1月3日     | 沢村貞子さんと私のお正月               | あげもち | 昭和56年1月10日               | -              |
| 61                   | 2022年 春期        | 2月25日    | 白菜とベーコン                         | 生鮭の蒸し煮（タルタルソース） ピーマンの醤油煮 みそ汁（とうふ、油あげ） | 昭和55年2月11日               | 2 秋冬編       |
| 62                   | 2022年 春期        | 3月6日     | サンドイッチ                           | | 昭和61年3月27日               | 2 春夏編       |
| 63                   | 2022年 春期        | 3月16日    | ポテトサラダ                           | （じゃが芋、青豆、ハム にんじん、きゅうり、サラダ菜） ビーフステーキ （ピーマン、にんじん） オニオンスープ きんぴら かまぼこ | 昭和61年4月4日                | 2 春夏編       |
| 64                   | 2022年 春期        | 3月18日    | とろろ汁                               | のり吸い まぐろ丼 若竹煮 | 昭和56年4月16日               | 2 春夏編       |
| 65                   | 2022年 春期        | 4月18日    | 苺ジャム                               | | 昭和57年4月20日               | 2 春夏編       |
| 66                   | 2022年 春期        | 4月25日    | あじの白酢あえ                         | （とうふ、ゴマ、あじ、針しょうが） 小いかの煮つけ さつまあげのおろしそえ のり みそ汁（小かぶ、油あげ） | 昭和57年5月27日               | 2 春夏編       |
| スペシャル           | 2022年 夏期        | 7月31日    | 沢村貞子さんと私の夏のおやつ           | スイカシャーベット 梅シロップシャーベット | 昭和54年8月2日                | 2 スペシャル編 |
| スペシャル           | 2022年 夏期        | 7月31日    | 沢村貞子さんと私の夏のおやつ           | ババロア | 昭和55年7月29日               | 2 スペシャル編 |
| スペシャル           | 2022年 夏期        | 7月31日    | 沢村貞子さんと私の夏のおやつ           | トマト野菜そうめん |                               | 2 スペシャル編 |
| スペシャル           | 2022年 夏期        | 7月31日    | 沢村貞子さんと私の夏のおやつ           | 空也もなか（銀座） | 昭和54年5月2日                | 2 スペシャル編 |
| スペシャル           | 2022年 夏期        | 7月31日    | 沢村貞子さんと私の夏のおやつ           | あんみつ ココナツあんこ焼きもち | 昭和57年8月8日                | 2 スペシャル編 |
| 67                   | 2022年 夏期        | 8月11日    | わらびもち                             | | 昭和54年8月18日               | 2 春夏編       |
| 68                   | 2022年 夏期        | 8月18日    | あんみつ                               | | 昭和57年8月8日                | 2 春夏編       |
| 69                   | 2022年 秋期        | 11月14日   | いもかきあげ                           | 納豆 胡瓜･しらす干の酢物 大根揚のみそ汁 | 昭和43年11月4日               | 2 秋冬編       |
| 70                   | 2022年 秋期        | 11月21日   | かんぱちのぬた                         | とりとじゃがいものふくめ煮 ほうれん草おひたし わかめのみそ汁 | 昭和49年11月27日              | 2 秋冬編       |
| 71                   | 2022年 秋期        | 11月28日   | よせ焼き                               | （いか、めごち、きす、 ほうれん草、ゆば、 コンニャク、かまぼこ、 ねぎ、中華そば、レモン） じねんじょ（たまご、みつば） みそ汁（なめこ） | 昭和48年12月6日               | 2 秋冬編       |
| 72                   | 2022年 冬期        | 12月12日   | にんじんのギリシャふう                 | すずきのピカタ ポテトスープ | 昭和51年12月12日              | 2 秋冬編       |
| 73                   | 2022年 冬期        | 12月19日   | おせち 二の重（1）                     | 紅白かまぼこ 伊達まき かずのこ くわいの旨煮 れんこんの白煮 たたきごぼう しいたけのうま煮 栗の渋皮煮 こぶまき | 昭和57年1月1日                | 2 秋冬編       |
| 74                   | 2022年 冬期        | 12月26日   | おせち 二の重（2）                     | 紅白かまぼこ 伊達まき かずのこ くわいの旨煮 れんこんの白煮 たたきごぼう しいたけのうま煮 栗の渋皮煮 こぶまき | 昭和57年1月1日                | 2 秋冬編       |
| スペシャル           | 2022年 冬期        | 12月31日   | 沢村貞子さんと私の大みそか             | 天どん（さいまき） ほうれん草のおひたし 焼き豆腐の煮込み みそ汁（わかめ、ねぎ） | 昭和56年12月31日              | -              |
| スペシャル           | 2022年 冬期        | 12月31日   | 沢村貞子さんと私の大みそか             | うどんすき （とり、こまつ菜、ねぎ、 うどん、白菜、小かぶ、 かまぼこ、しいたけ） 鮭の焼き漬け かずのこ | 昭和59年12月31日              | -              |
| スペシャル           | 2022年 冬期        | 12月31日   | 沢村貞子さんと私の大みそか             | チャーシューメン | 昭和61年12月31日              | -              |
| スペシャル           | 2022年 冬期        | 12月31日   | 沢村貞子さんと私の大みそか             | 年越しそば | 昭和51年12月31日              | -              |
| 75                   | 2023年 春期        | 5月22日    | チキンスープ                           | かにたま （かに罐詰、筍、 ねぎ、しいたけ） うに のり （食後 － 苺） | 平成2年5月4日                 | 2 春夏編       |
| 76                   | 2023年 春期        | 5月29日    | プリン                                 | | 平成元年5月11日               | 2 春夏編       |
| 77                   | 2023年 春期        | 6月5日     | 親子丼                                 | （とりもも肉、玉子、 玉ねぎ、青豆） 青菜（中国）のおひたし （花かつお） さつま芋の甘煮 とろろこぶのおすまし | 昭和63年5月30日               | 2 春夏編       |
| 78                   | 2023年 夏期        | 7月3日     | 豚肉いんげん からし酢あえ              | ひやしとろろのおすまし（のり） 枝豆のあづま煮 やきかまぼこ | 昭和48年7月20日               | 2 春夏編       |
| 79                   | 2023年 夏期        | 7月10日    | スパゲッティ風うどん                   | （玉ねぎ、パセリ、ベーコン） | 昭和55年7月21日               | 2 春夏編       |
| 80                   | 2023年 夏期        | 7月24日    | かき氷                                 | | 昭和53年8月8日                | 2 春夏編       |
| 81                   | 2023年 秋期        | 10月9日    | おはぎ                                 | | 昭和49年9月22日               | 2 秋冬編       |
| 82                   | 2023年 秋期        | 10月16日   | クリームスープ                         | （えび入り） えぼ鯛のバタ焼き （いんげん、にんじん添え） 玉ねぎとパセリのサラダ たらこ | 昭和51年10月11日              | 2 秋冬編       |
| 83                   | 2023年 秋期        | 10月23日   | きのこごはん                           | 舌ひらめのバタ焼き すずきののりずあえ（スダチ） おすまし（おとうふ、とろろこぶ） | 昭和51年10月8日               | 2 秋冬編       |
| スペシャル           | 2024年 冬期        | 1月2日     | 沢村貞子さんと私の デレンコ・デレンコ  | カレーライス カレー炒め ・デレンコ献立 余りものリメイク編 しゅうまいごはん ねぎま鍋 パンの耳フレンチトースト 親子トースト ・デレンコ献立 ごはんもの＆めん類編 チャーハン チャーシューメン まぐろどんぶり ・デレンコ献立 作りおき編 ホワイトソース グラタン かきのクラムチャウダー クロックマダム ・デレンコ献立 ごはんもの＆めん類編 Part2 よせ焼き 親子丼 鮭茶づけ                            | （各オリジナル回 参照）       | -              |
| スペシャル           | 2024年 冬期        | 1月2日     | 沢村貞子さんと私の デレンコ・デレンコ  | くさや | 昭和45年7月13日               | -              |
| 84                   | 2024年 春期1       | 3月11日    | 朝がゆ                                 | （もち入り） 佃煮、かまぼこ、 白菜つけもの、煮たくあん レタス、バナナ、りんご、 レーズン、パイナップル | 昭和58年3月7日                | 2 秋冬編       |
| 85                   | 2024年 春期1       | 3月21日    | グラタン                               | （車えび、グリンピース、 生しいたけ、ホワイトソース） チキンスープ（貝柱） | 平成2年4月7日                 | 2 秋冬編       |
| 86                   | 2024年 春期1       | 3月28日    | 鶏からあげ                             | （レタス、レモン） うなぎのザクザク （うなぎ、きゅうりの三杯酢） ほうれん草のおひたし みそ汁（ニラ） | 昭和52年3月28日               | -              |
| 87                   | 2024年 春期2       | 5月16日    | ビーフシチュー                         | そら豆のホワイトソースあえ トマトと玉ねぎのサラダ | 昭和49年5月15日               | -              |
| 88                   | 2024年 春期2       | 5月23日    | 粉絲湯(フェンスータン)                 | （春雨スープ） 黒玉子（ピータン） ほうれん草揚煮付け | 昭和41年5月9日                | -              |
| 89                   | 2024年 夏期1       | 6月27日    | まきずし                               | かぼちゃの甘露煮 しじみのみそ汁 | 昭和45年7月2日                | -              |
| 90                   | 2024年 夏期2       | 8月15日    | 冷やし中華                             | （生中華、きゅうり、ハム、 干椎茸、ちくわ、玉子、 ピーナツバターのタレ） うに 冷たいとりのスープ （とりと野菜いろいろの煮こみ） | 昭和60年7月27日               | -              |
| 91                   | 2024年 夏期2       | 8月22日    | 夏の赤飯                               | とりと野菜の煮こみ （とり、こんにゃく、里芋、 にんじん、青豆、筍、ごぼう） しらすと若芽の酢のもの ちくわ おすまし（くずきり、みょうが） | 昭和55年8月5日                | -              |
| 92                   | 2024年 夏期2       | 8月29日    | 魚の粕(かす)漬け                       | （金目鯛、まながつお、鱈） やきとおし イクラ かぼちゃとなすのいため煮 おみおつけ（かきあげ） （食後、果実ゼリー） | 平成元年8月23日               | -              |
| 93                   | 2024年 秋期        | 11月14日   | トマトブロス                           | いんげん豆のサラダ ウインナーふう豚肉のカツ | 昭和47年10月26日              | -              |
| 94                   | 2024年 秋期        | 11月21日   | チキンカレー                           | （たたみいわし、ゆで玉子、 らっきょう、福神づけ、 べにしょうが） 車えびとサヤのサラダ | 昭和49年11月20日              | -              |
| 95                   | 2024年 秋期        | 11月28日   | ふろふき大根                           | めじまぐろのおさしみ 貝柱の酢のもの おみおつけ（里芋） | 昭和58年11月26日              | -              |
| 96                   | 2025年 春期        | 2月27日    | ひなまつり                             | ちらしずし （まつばがに、ひらめ、 ぎんなん、きんし玉子 すしのもと ごぼう しいたけ 筍） 菜の花のおひたし 花豆甘煮 とろろこぶのおすまし | 昭和63年3月3日                |                |
| ひなまつりスペシャル | 2025年 春期        | 3月2日     | 沢村貞子さんと私のひなまつり           | お赤飯 いかの松笠焼 玉子の厚焼 かまぼこ しいたけ ほうれん草の白みそ汁 お雛さま お菓子いろいろ 甘酒 母から受け継いだ料理 五目豆 白玉 きんぴら ちらしずし （まつばがに、ひらめ、 ぎんなん、きんし玉子） 菜の花のおひたし 花豆の甘煮 | 昭和45年3月3日 昭和63年3月3日 |                |
| 97                   | 2025年 春期        | 3月6日     | お客さまの朝食                         | ごはん、 おみおつけ、 甘鯛の生干し、 のり、 いり玉子（菜の花）、 花豆の甘煮 | 昭和63年3月5日                |                |
| 98                   | 2025年 春期        | 3月13日    | 牛丼                                   | （牛肉 ねぎ、しらたき） 小松菜としらすの酢の物 やきとおし | 昭和60年3月6日                |                |
| 99                   | 2025年 夏期        | 6月5日     | 小さなあげもの                         | （わかさぎ、マッシュルームベーコン、オリーブ） さわらのおさしみ、 五目豆、 おみおつけ | 平成4年6月3日                 |                |
| 100                  | 2025年 夏期        | 6月12日    | タルト                                 | | 平成4年6月1日                 |                |
| 101                  | 2025年 夏期        | 6月19日    | 黒パン                                 | （ひよこ豆のフムス アボカド、パクチー、玉ねぎ、オリーブオイル クリームチーズ、アーモンド、バナナ） むしやきたまご | 昭和53年6月4日                |                |
| 102                  | 2025年 夏期        | 8月7日     | 野菜ずし                               | （椎茸、れんこん、かんぴょう、 ごぼう、にんじん、きゅうり、 高野豆腐、ガリ、しそ、ごま） 清汁 （あさり、鶏肉、オクラ、薄口醤油、塩、たまご豆腐） | 昭和48年8月12日               |                |
| 103                  | 2025年 夏期        | 8月14日    | 豚肉のくずたたき                       | （豚肉、たまねぎ、にんじん、セロリ、大葉、ミョウガ、はちみつ、味噌） 秋鮭のやきもの 黒豆のふくめ煮 おみおつけ ぶどう | 昭和58年7月27日               |                |
| 104                  | 2025年 夏期        | 8月21日    | 夏の鳥すき                             | （鶏肉（ささみ、とりもも、たたき団子）、 ねぎ、しいたけ、トマト、セロリ、しらたき、 大根おろし、うずら玉子、ゆず、レモン、すだち） たらこのやきもの ふきの佃煮 おみおつけ | 平成元年8月1日                |                |

## 書籍・DVD
- 『 沢村貞子の献立 料理・飯島奈美』　(2020年3月10日発売、リトル・モア ISBN 978-4-89-815517-2)
- 『 沢村貞子の献立 料理・飯島奈美 2』(2021年4月26日発売、リトル・モア ISBN 978-4-89-815542-4)
- 『 沢村貞子の献立 料理・飯島奈美 3』(2023年5月11日発売、リトル・モア ISBN 978-4-89-815573-8)
- 『365日の献立日記 春編 DVD』(2022年2月25日発売、NHKエンタープライズ ）
- 『365日の献立日記 夏編 DVD』(2022年2月25日発売、NHKエンタープライズ ）
- 『365日の献立日記 秋編 DVD』(2022年2月25日発売、NHKエンタープライズ ）
- 『365日の献立日記 冬編 DVD』(2022年2月25日発売、NHKエンタープライズ ）
- 『365日の献立日記 DVD BOX 全4枚』(2022年2月25日発売、NHKエンタープライズ ）
- 『365日の献立日記 2 春夏編 DVD』(2025年2月21日発売、NHKエンタープライズ ）
- 『365日の献立日記 2 秋冬編 DVD』(2025年2月21日発売、NHKエンタープライズ ）
- 『365日の献立日記 2 スペシャル編 DVD』(2025年2月21日発売、NHKエンタープライズ ）
- 『365日の献立日記 2 DVD BOX 全3枚』(2025年2月21日発売、NHKエンタープライズ ）